# 180143 Gaberogers
180143 Gaberogers è un asteroide della fascia principale. Scoperto nel 2003, presenta un'orbita caratterizzata da un semiasse maggiore pari a 3,1838210 au e da un'eccentricità di 0,1751406, inclinata di 1,59005° rispetto all'eclittica.